# Gasmules
Les Gasmules (en grec : γασμοῦλοι) sont les descendants d'unions entre Byzantins et « Latins » (ce terme désigne ceux venant d'Europe occidentale, principalement les Italiens) lors des derniers siècles de l'Empire byzantin. Du fait que les Gasmules sont engagés comme fantassins de marine dans la marine byzantine par l'empereur Michel VIII Paléologue, le terme finit par perdre sa connotation ethnique pour s'appliquer à ceux qui doivent le service militaire à partir du début du XIVe siècle.

## Histoire
Après la Quatrième croisade (1202-1204), les unions mixtes entre les Grecs et les Latins interviennent à une échelle limitée quand l'Empire latin de Constantinople et d'autres principautés latines sont créées sur le sol byzantin. L'étymologie du terme gasmule est inconnue. Le mot apparaît pour la première fois dans la deuxième moitié du XIIIe siècle. Toutefois, il n'est pas impossible qu'il soit lié au mot latin mulus signifiant « mule ». Bien qu'il soit principalement utilisé pour se référer aux enfants de ces unions mixtes, il désigne plus spécifiquement les enfants d'une mère byzantine et d'un père latin (souvent vénitien). Les Gasmules sont ostracisés et sont sujets à la méfiance des Latins et des Byzantins qui se méfient de leur identité ambiguë. Selon les termes du traité signé en 1277 entre Michel VIII et les Vénitiens, les Gasmules d'origine vénitienne sont considérés comme des citoyens vénitiens, mais lors des décennies suivantes nombre d'entre eux font allégeance aux Byzantins. Comme certains de leurs descendants désirent par la suite affirmer leur citoyenneté vénitienne, la question des Gasmules sera un élément de discorde récurrent dans les relations byzantino-vénitiennes jusque dans les années 1320. 
Après la reconquête de Constantinople par les forces de Michel VIII en 1261, les Gasmules sont engagés par l'empereur comme mercenaires. Avec des hommes venus de Laconie, ils servent comme fantassins légers de marine et participent à l'effort de Michel de rebâtir une marine byzantine puissante. Le corps des Gasmules joue un rôle de premier plan dans les campagnes byzantines visant à reprendre les îles de la mer Égée dans les années 1260 et 1270. Néanmoins, après la mort de Michel VIII, son successeur Andronic II Paléologue dissout une grande partie de la marine en 1285. Privés de rémunération de la part de l'empereur et sans travail, plusieurs Gasmules continuent néanmoins de servir l'Empire byzantin mais de nombreux autres cherchent une place dans les flottes latines et turques, se font engager comme garde du corps auprès d'aristocrates ou se tournent vers la piraterie,.
Au début du XIVe siècle, la notion de gasmoulikē douleia (« service en tant que Gasmule ») a perdu sa connotation ethnique et se réfère peu à peu à tout service en tant que soldat de l'infanterie légère sur terre ou sur mer. À ce titre, les Gasmules servent les Byzantins et les Ottomans au cours du XIVe siècle ainsi que les principautés latines de la mer Égée lors des XVe et XVIe siècles,. La marine byzantine continue d'utiliser leurs services. Les Gasmules participent ainsi à la guerre civile byzantine de 1341-1347 lors de laquelle ils supportent ardemment leur commandant, le mégaduc Alexis Apokaukos contre Jean VI Cantacuzène. Après la victoire de ce dernier, de nombreux Gasmules de Constantinople ont été renvoyés. Ceux de Gallipoli finissent par rejoindre les Ottomans et fournissent en équipages leurs premiers navires.